# Henry Nicholas Bolander
Henry Nicholas Bolander, né en 1831 à Schlüchtern (Électorat de Hesse) et mort en 1897 à Portland, en Oregon (États-Unis), est un botaniste américain d’origine allemande.

## Biographie
Il émigre à 15 ans aux États-Unis. Écoutant les encouragements d’un oncle, il entreprend des études religieuses au séminaire de Columbus (Ohio), et est ordonné prêtre de l’église luthérienne. Mais il ne reçoit pas de ministère. En 1851, il enseigne l’allemand et commence à étudier la botanique grâce à l’influence d’un voisin, Charles Léo Lesquereux (1806-1889).
Sa santé s’altérant, son médecin lui recommande de s’installer en Californie, ce qu'il fait en 1861. Bolander travaille alors pour le Service de Géologie de Californie (en) où il succède à William Henry Brewer (1828-1910) comme botaniste d’État de la Californie. Il devient un spécialiste des herbacées. En 1871, il abandonne la botanique pour retourner à la pédagogie. Il est alors élu Superintendant de l'éducation publique de Californie (en), une fonction qu’il occupe jusqu’en décembre 1875.
En 1878, il fait de nombreux voyages en Amérique centrale et du Sud, en Afrique du Sud, à Madagascar et en Europe. Il s’installe à Portland, dans l'Oregon en 1883 et renoue avec l’enseignement.